# Romi Park
Romi Park, aussi connue comme Romi Paku (朴 璐美), née à Edogawa (Tokyo) le 22 janvier 1972, est une seiyuu qui a entre autres doublé Edward Elric dans Fullmetal Alchemist ou encore Nana Osaki dans Nana.

## Biographie
Romi Park est d'origine coréenne. Elle est diplômée de l'université de musique et de théâtre Tōhō Gakuen et a étudié en Corée du Sud.
Elle a doublé de nombreuses fois avec des seiyuu tels que Akira Ishida, Rie Kugimiya, Kentaro Ito et Tomoko Kawakami (qui sont ses amis de faculté) et Masahi Ebara. Elle a été nommée de nombreuses fois dans le top 100 des meilleurs doubleurs de l'année (toujours en tête de liste) et a remporté l'Award du meilleur personnage féminin avec Nana Osaki.

## Doublage
- Air Master : Maki Aikawa
- Amatsuki : Kuchiha
- Ashita no Nadja : Alan
- L'Attaque des Titans : Hanji Zoë
- Beyblade metal masters : Damian Hart
- Black butler : Mme Red
- Bleach : Tōshirō Hitsugaya
- Blood+ : Kurara
- Boruto : Temari Nara
- Blue Dragon : Zola
- Brain Powerd : Kanan
- Clannad After Story : Katsuki Shima
- Claymore : Teresa
- Cutie Honey Universe : Naoko Sukeban
- Deadman Wonderland : Ganta Igarashi
- Digimon Adventure 02 : Ken Ichijouji
- Dennō coil : Haraken
- Devil May Cry : Elena
- Digimon Frontier : Mole the Trailmon
- Doraemon: Zeusdesu Naida : Dark Claw
- Dragon Drive : Reiji Oozora
- Dragon Pilot: Hisone and Masotan : Sada Hinomoto
- L'Ère des Cristaux : Padparadscha
- Eyeshield 21 : Sena Kobayakawa
- Fate/Extra Last Encore : Leonardo Bistario Harwey
- Fullmetal Alchemist : Edward Elric et Mme Armstrong
- Fullmetal Alchemist: Brotherhood : Edward Elric
- Galaxy Angel : A (Tsuru)
- Gambling School : Rei Batsubami
- Gakuen Alice : Natsume Hyūga / Mme Imai
- Genesis of Aquarion : Chloe et Kurt Klick
- Get Backers : Kakei Jubei (enfant)
- Glass no Kantai : Créo (enfant)
- He Is My Master : Seiichirou Nakabayashi
- Hellsing The Dawn : Walter C Dorneaz (adolescent)
- Hetalia - Axis Powers : Switzerland
- Higepiyo : Higepiyo
- Hunter × Hunter : Pakunoda
- Innocent Venus : Hijin
- Itazura na Kiss : Yuki Irie
- Junji Ito: Collection : Setsuko et Riruko
- Jyu Oh Sei : Karim
- Kaiba : Popo
- Kill la Kill : Ragyō Kiryuin
- Kurozuka : Kuromitsu
- La Loi d'Ueki :  Ueki Kosuke
- Lupin III Episode 0: First Contact : Elenor
- Magnum Lily : Windy
- Majin Tantei Nougami Neuro : X
- Major : Taiga Shimizu
- MapleStory : Giru
- Médaka Box : Myouri Unzen
- Mobile Suit Gundam SEED (édition spéciale uniquement) : Nicol Amarfi
- Mobile Suit Gundam 00 : Regene Regetta
- Monkey Typhoon : Rarītomu
- Murder Princess : Falis / Alita
- Ah! My Goddess : Sentarō Kawanishi
- Mythical Detective Loki Ragnarok : Heimdall / Kazumi Higashiyama
- Nana : Nana Osaki
- Naruto : Temari
- Naruto Shippûden : Temari
- New Fist of the North Star : Bista / Dōha
- Ninja Scroll: The Series : Tsubute
- Oh! Edo rocket : O-ise
- One Piece : Mme Shirley
- Ojamajo Doremi Sharp : Majoran
- Ojamajo Doremi Dokkān : Majoran & Baba
- Pecola : Rabisan
- Platinum End : Ogaro
- Pokémon : Forest
- Princess Princess : Yuujirou Shihoudani
- Radiant : Alma
- Rainbow : Noboru Maeda
- RideBack : Tamayo Kataoka
- Samurai 7 : Katsushiro Okamoto
- Sekirei : Karasuba
- Sengoku Basara : Uesugi Kenshin
- Shaman King : Tao Ren
- Shion no Ou : Saito Ayumi
- Superior Defender Gundam Force : Shute
- Stellvia of the Universe : Najima Gebour & Masato Katase
- Suteki Tantei Labyrinth : Kōta Koga
- Tenchi Muyo! GXP : Kyo Komachi
- Toriko : Komatsu
- Turn A Gundam : Loran Cehack / Laura Rolla
- Yami to Bōshi to Hon no Tabibito : Gargantua (enfant)
- Yes! Pretty Cure 5 GoGo! : Syrup
- Zaion: I Wish You Were Here : Tao
- Zegapain : Mao Lu-Shen
- Zetman : Jin Kanzaki (enfant)

### Television live-action
- Samurai Sentai Shinkenger : Dayu (voix)
- The Ancient Dogoo Girl : Dokigoro

### CD Drama
- Blaue Rosen : Misaki Doujima
- Bleach Hanatarou's Lost Item : Toshiro Hitsugaya
- Bleach: The Night Before the Confusion : Toshiro Hitsugaya
- Gakuen Alice : Natsume Hyuuga
- Kimi to Boku : Kirik
- The Law of Ueki: The Law of Drama :  Kousuke Ueki
- The Law of Ueki: The Law of Radio : Kousuke Ueki
- Amatsuki : Kuchiha
- Digimon Adventure 02: Michi e no Armor Shinka : Ken Ichijouji
- Digimon Adventure 02: Original Story : Ken Ichijouji
- Number : Toneriko Floribanda

### Jeux vidéo
- Bleach : Toshiro Hitsugaya
- Bleach: Blade Battlers (1 à 6)
- Bleach Wii: Hakujin Kirameku Rondo
- Brave Story: New Traveler : Mitsuru
- Clannad : Katsuki Shima
- Danganronpa 2: Goodbye Despair : Akane Owari
- Dissidia: Final Fantasy : Zidane Tribal
- Fire Emblem Engage : Nel
- Fire Emblem Heroes : Nel
- JoJo's Bizarre Adventure: Golden Whirlwind - Giorno Giovana
- Kameo: Elements of Power - Kameo
- Mobile Suit Gundam SEED / SD Gundam G Generation : Nicol Amarfi
- Naruto Shippūden: Ultimate Ninja Heroes 3 : Temari
- Naruto Shippūden: Ultimate Ninja Storm 2 : Temari
- Onmyoji : Tamamo no mae
- Overwatch : Pharah
- Ueki no Hōsoku: Taosu Zeroberuto Jūdan!! : Kousuke Ueki
- Persona 4 : Naoto Shirogane
- Phantasy Star Universe : Tonnio Rhima
- Rune Factory: A Fantasy Harvest Moon : Raguna
- Rune Factory Frontier : Raguna
- Sengoku Basara : Uesugi Kenshin
- Shining Force EXA : Toma
- Shikigami no Shiro : Kim Mihee
- SoulCalibur Legends : Iska
- Suikoden Tierkreis : Chrodechild
- Suikoden Tactics : Kyril
- Super Robot Wars : Loran Cehack, Nicol Amarfi
- The Exiled Realm of Arborea : Killian
- Yakuza 5: Mirei Park

### Autres rôles
- Oblina dans Drôles de Monstres (Aaahh!!! Real Monsters)
- Rayne dans Bloodrayne
- Gerald dans Hé Arnold !, le film
- Paula Small, Perry dans Home Movies
- Jeanne d'Arc (Voix japonaise de Milla Jovovich) dans The Messenger: The Story of Joan of Arc
- Laguna dans Rune Factory: A Fantasy Harvest Moon
- Libby dans Sabrina, l'apprentie sorcière
- Akasha dans La Reine des damnés
- Alex Munday (Lucy Liu) dans Charlie et ses drôles de dames
- Finn dans Adventure Time
- Ragga / Moschata dans Black World ~ Sunshine